# فلوريان فريك
فلوريان فريك (بالألمانية: Florian Fricke)‏ هو ملحن وموسيقي وعازف بيانو ألماني، ولد في 23 فبراير 1944 في لينداو في ألمانيا، وتوفي في 29 ديسمبر 2001 في ميونخ في ألمانيا.

## وصلات خارجية
- فلوريان فريك على موقع IMDb (الإنجليزية)
- فلوريان فريك على موقع ألو سيني (الفرنسية)
- فلوريان فريك على موقع ميوزك برينز (الإنجليزية)
- فلوريان فريك على موقع أول موفي (الإنجليزية)
- فلوريان فريك على موقع قاعدة بيانات الأفلام السويدية (السويدية)
- فلوريان فريك على موقع أول ميوزيك (الإنجليزية)
- فلوريان فريك على موقع ديسكوغز (الإنجليزية)
- فلوريان فريك على موقع قاعدة بيانات الفيلم (الإنجليزية)
- فلوريان فريك على موقع كينوبويسك (الروسية)